# Mijaíl Shifman
Mijaíl Misha Arkádievich Shifman (en ruso: Михаил Аркадьевич Шифман; nacido el 4 de abril de 1949) es un físico teórico (física de altas energías), anteriormente en el Instituto de Física Teórica y Experimental de Moscú, A 2007 Ida Cohen Fine Profesora de Física Teórica, Instituto de Física Teórica William I. Fine, Universidad de Minnesota.

## Contribuciones científicas
Shifman es conocido por una serie de contribuciones básicas a la cromodinámica cuántica, la teoría de las interacciones fuertes y la comprensión de la dinámica de calibre supersimétrica. Los resultados más importantes debidos a M. Shifman son diversos e incluyen (i) el descubrimiento del mecanismo del pingüino en las desintegraciones débiles que cambian el sabor (1974);  (ii) introducción del condensado de gluones y desarrollo de las reglas de suma SVZ que relacionan las propiedades de los estados hadrónicos bajos con los condensados de vacío (1979);  (iii) introducción del axión invisible (1980)  (iv) primeros resultados exactos en las teorías supersimétricas de Yang-Mills (función beta NSVZ, condensado de gluino, 1983-1988);  (v) teoría de los quarks pesados basada en la expansión del producto del operador (1985-1995);  (vi) paredes de dominio crítico (análogos de D-brana) en super-Yang-Mills (1996);  (vii) equivalencia plana no perturbativa (exacta) entre teorías super-Yang-Mills y teorías no supersimétricas orientadas (2003);  (viii) tubos de flujo no abelianos y monopolos confinados (2004 hasta la actualidad).  Su artículo con A. Vainshtein y Zakharov sobre las reglas de suma SVZ  se encuentra entre los artículos más citados de todos los tiempos sobre física de altas energías.

## Honores y premios
Mijaíl Shifman recibió el Premio Alexander-von-Humboldt en 1993, el Premio Sakurai en 1999, la Cátedra Ida Cohen Fine en Física Teórica   y el Premio Julius Edgar Lilienfeld en 2006;  es el ganador de la Cátedra Blaise Pascal en 2007,  Premio Pomeranchuk en 2013 y recibió la Medalla Dirac y el Premio del ICTP en 2016.  En mayo de 2018, M. Shifman fue elegido miembro de la Academia Nacional de Ciencias de Estados Unidos.  2022: Académico Distinguido Fulbright. También es miembro de la Sociedad Estadounidense de Física. 

## Posiciones políticas
En febrero-marzo de 2022, firmó dos cartas abiertas de científicos rusos condenando la invasión rusa de Ucrania en 2022.  

## Libros seleccionados
- M. Shifman, ed. (1992). Vacuum Structure and QCD Sum Rules. Amsterdam: North Holland. ISBN 9780444897459.
- Shifman, M. (1999). ITEP Lectures on Particle Physics and Field Theory (2 volumes). Singapore: World Scientific. ISBN 978-981-02-2639-8.
- Mikhail A. Shifman (2001). «Foreword and Notes from the Editor».  En Mikhail A. Shifman, ed. At The Frontier of Particle Physics: Handbook of QCD (On the occasion of the 75th birthday of Professor Boris Ioffe, in 3 volumes). Singapore: World Scientific. ISBN 981-02-4445-2. doi:10.1142/9789812810458_fmatter.
- M. Shifman, ed. (2007). Felix Berezin, The Life and Death of the Mastermind of Supermathematics. Singapore: World Scientific. ISBN 978-981270-532-7.
- Shifman, M.; Yung, A. (2009). Supersymmetric Solitons. Cambridge: Cambridge University Press.
- Shifman, M. (2012). Advanced Topics in Quantum Field Theory. Cambridge: Cambridge University Press. ISBN 978-0521190848.
- M. Shifman, ed. (2015). Physics in a Mad World. Singapore: World Scientific. ISBN 978-981-4619-28-8. doi:10.1142/9281.
- Shifman, M. (2017). Standing together in Troubled Times. Singapore: World Scientific. ISBN 978-981-320-100-2. doi:10.1142/10308.
- A. Gottvald, M. Shifman (2018). George Placzek - A Nuclear Physicist's Odyssey. Singapore: World Scientific. ISBN 978-981-3236-91-2. doi:10.1142/10900.
- M. Shifman (2019). Quantum Field Theory II. Singapore: World Scientific. ISBN 978-981-3234-18-5. doi:10.1142/10825.
- M. Shifman (2019). Love and Physics - the Peierlses. Singapore: World Scientific. ISBN 978-981-3279-90-2. doi:10.1142/11266.